# Saint-Vaast-sur-Seulles
Saint-Vaast-sur-Seulles är en kommun i departementet Calvados i regionen Normandie i norra Frankrike. Kommunen ligger i kantonen Tilly-sur-Seulles som ligger i arrondissementet Caen. År 2022 hade Saint-Vaast-sur-Seulles 159 invånare.

## Befolkningsutveckling
Antalet invånare i kommunen Saint-Vaast-sur-Seulles
Referens:INSEE